# Никола Досев
Никола Манолов Досев, известен като Коле Загоричански, е български революционер, битолски полски войвода на Вътрешната македоно-одринска революционна организация.

## Биография
Досев е роден в 1878 или 1880 година в костурското село Загоричани, тогава в Османската империя, днес Василиада, Гърция. Присъединява се към редовете на ВМОРО в 1902 година. Част е от канал за внос на оръжие от Гърция. В 1907 година става помощник на костурския войвода Пандо Сидов. От началото на 1908 година е войвода на Малко Мариово.
| Чета на Никола Досев, 1907 година | Чета на Никола Досев, 1907 година | Чета на Никола Досев, 1907 година | Чета на Никола Досев, 1907 година | Чета на Никола Досев, 1907 година |
| Номер                             | Име                               | Селище                            | Околия                            | Забележка                         |
| --------------------------------- | --------------------------------- | --------------------------------- | --------------------------------- | --------------------------------- |
| 1.                                | Никола Досев                      | Загоричани                        | Костурска                         | 27 години                         |
| 2.                                | Петър Костов                      | Баница                            | Велешка                           | 30 години                         |
| 3.                                | Стоичко Ангелов                   | Панагюрище                        |                                   | 19 години                         |
| 4.                                | Тодор Геров                       | Тетово                            | Скопска                           | 20 години                         |
| 5.                                | Христо Стефанов                   | Севлиево                          | Търновско                         | 20 години                         |

Участва като делегат от Пловдивското македонско братство в обединителния конгрес на Македонската федеративна организация и Съюза на македонските емигрантски организации от януари 1923 година.
През февруари 1932 година влиза в Управителното тяло на Македонското благотворително братство „Манол Розов“ в никополското село Брест като председател.
Оставя писани спомени за революционната си дейност през 1943 година. Умира в 1945 година и е погребан в Централните софийски гробища.